# European Northern Observatory

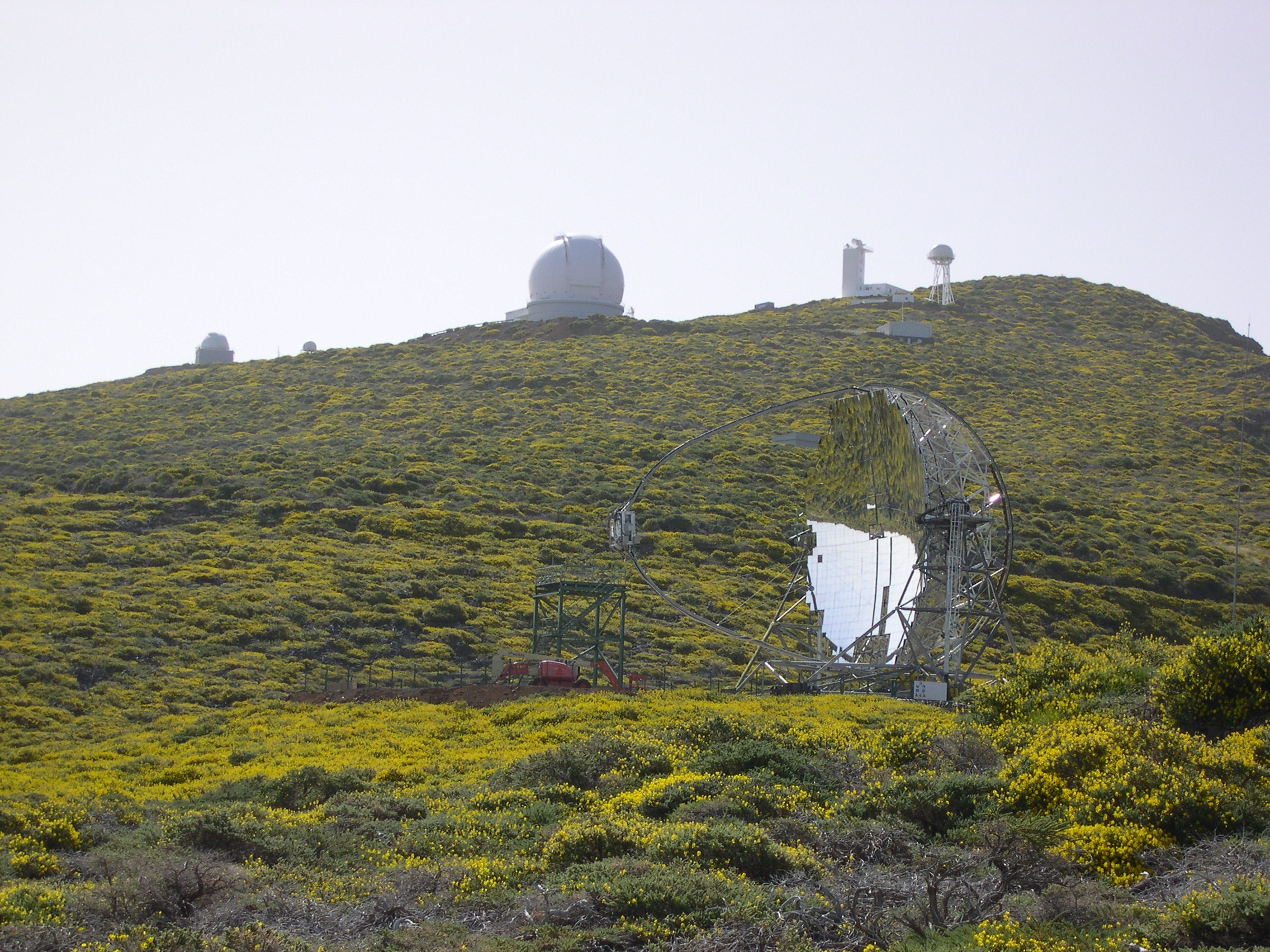
Observatori de Roque de los Muchachos, La Palma.

El European Northern Observatory (ENO), o Observatori Nord Europeu (ONE) en català, és un conjunt observacional format per l'Observatori del Roque de los Muchachos i l'Observatori del Teide a les illes Canàries, Espanya. A més compta amb l'Institut d'Astrofísica del IAC.
Més de seixanta institucions de dinou estats tenen participació en el ENO (Alemanya, Armènia, Bèlgica, Dinamarca, Espanya, Estats Units, Finlàndia, França, Irlanda, Itàlia, Noruega, Països Baixos, Polònia, Portugal, Regne Unit, Rússia, Suècia, Taiwan i Ucraïna) des que en 1979 se signés l'Acord i Protocol de Cooperació d'Astrofísica entre diversos països.